# راجر هیل شیف
راجر هیل شیف (انگلیسی: Roger Hale Sheaffe; ۱۵ ژوئیهٔ ۱۷۶۳ – ۱۷ ژوئیهٔ ۱۸۵۱) نظامی و سیاست‌مدار اهل پادشاهی متحد بریتانیای کبیر و ایرلند بود.